# Temporada de furacões no oceano Atlântico de 1967
A temporada de furacões no oceano Atlântico de 1967 foi a primeira temporada de furacões no Atlântico a fazer parte da era moderna dos satélites. Com 8 tempestades nomeadas, foi uma temporada muito abaixo da média em termos de tempestades nomeadas, ligeiramente acima da média em termos de furacões (6) e abaixo da média em termos de grandes furacões, com apenas um; Beulah. A temporada, no entanto, apresentou 26 depressões tropicais excepcionalmente altas. A temporada começou na quinta-feira, 1 de junho de 1967 e terminou na quinta-feira, 30 de novembro de 1967, o que delimita os limites de tempo quando os ciclones tropicais normalmente se formam no Oceano Atlântico Norte. A primeira depressão originou-se em 10 de junho, e a tempestade final - Heidi - perdeu características tropicais em 31 de outubro O Furacão Beulah - a tempestade mais forte da temporada - também foi a mais prejudicial, causando 59 mortes e $ 235 milhões em danos (1967 USD ) ao longo da sua trajetória de 16 dias. Beulah formou-se em 5 de setembro e logo depois cruzou o sul da Martinica no Mar do Caribe. Na ilha, caiu 475 mm (18.7 in) de precipitação em Les Anses-d'Arlet, causando inundações severas. Evacuações generalizadas ocorreram ao longo da costa sul da República Dominicana devido ao temor de uma repetição do furacão Inez no ano anterior. Depois de escovar a costa sul de Ilha de São Domingos, o furacão enfraqueceu e se intensificou novamente, atingindo a Península de Iucatã e, posteriormente, próximo à fronteira dos Estados Unidos com o México. Lá, causou fortes enchentes no rio, matando 34 pessoas nos dois países.
Os furacões Arlene e Chloe, assim como várias depressões tropicais, tiveram origem nas ondas tropicais que deixaram a costa da África. Chloe durou 15 dias, eventualmente se dissipando sobre a França após naufragar um navio na costa do norte da Espanha, matando 14 pessoas. O Furacão Doria coexistiu com Beulah e Chloe, tomando uma trajetória incomum no leste dos Estados Unidos; matou três pessoas em um acidente de barco na costa de Nova Jérsia. No final de setembro, a tempestade tropical Edith foi uma tempestade mínima que se moveu pelas Pequenas Antilhas sem impacto sério. O furacão Fern matou três pessoas quando atingiu o México ao norte de Tampico. A tempestade tropical Ginger existiu no extremo leste do Atlântico no início de outubro, e o furacão Heidi estagnou no norte do oceano Atlântico desde a formação e se dissipou no final do mês. Nenhum ciclone tropical se formou em novembro.

## Resumo da temporada

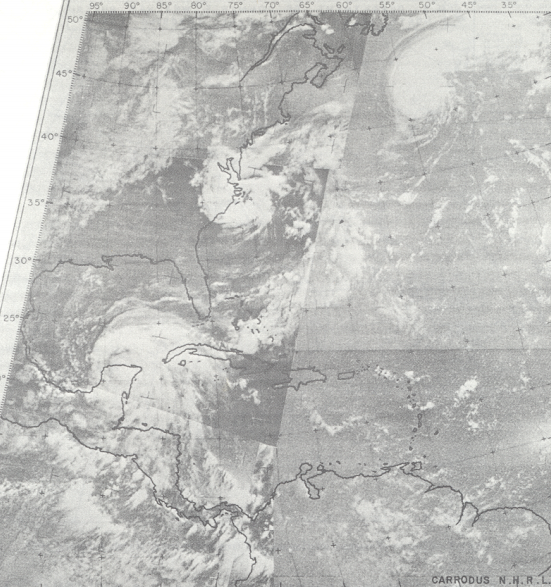
Composto de fotografias ESSA 2 mostrando os furacões Beulah, Doria e Chloe

A temporada começou em 1 de junho, que foi a data em que o National Hurricane Center (NHC) ativou estações de radar no Caribe e no Golfo do México. A temporada terminou em 30 de novembro, que encerrou a delimitação convencional do período em que a maioria dos ciclones tropicais se forma na bacia do Atlântico. No final da temporada, o diretor da NHC, Gordon Dunn, se aposentou e foi substituído por Robert Simpson. Pela primeira vez em 1967, o NHC rastreou sistemas mais fracos, e distúrbios tropicais em desenvolvimento, observando que 90% dos sistemas não se desenvolvem. A ciclogênese tropical - o processo no qual um ciclone tropical se desenvolve - resultou principalmente de ondas tropicais, a Zona de Convergência Intertropical (ITCZ) e sistemas frontais em decomposição. Eram 30 ondas tropicais que saíram da costa oeste da África em Dacar, Senegal, das quais 14 se tornaram depressões tropicais. Mais 20 distúrbios tropicais originaram-se da costa dos estados do Médio Atlântico, e 7 distúrbios derivados de baixas de núcleo frio.
A primeira tempestade nomeada - Arlene - não se formou até 28 de agosto e tornou-se um furacão em 2 de setembro. Na época, apenas sete temporadas conhecidas começaram mais tarde, embora 1967 fosse a mais ativa entre essas temporadas de início tardio. A latência foi causada por uma crista mais forte do que o normal ao longo do Oceano Atlântico, que suprimiu a atividade convectiva em toda a bacia e evitou a formação de fortes áreas de baixa pressão. De junho a outubro, o NHC rastreou 26 depressões tropicais, que é uma área de mau tempo que tem uma circulação fechada e ventos máximos sustentados inferiores a 63 km/h (39 mph). Oito dessas depressões iriam atingir intensidades mais altas. Foi o primeiro ano em que o NHC rastreou as depressões mais fracas. Operacionalmente, a agência seguiu e numerou 23 depressões e descobriu em uma análise pós-temporada que outros três sistemas se tornaram depressões. Oito depressões atingiram ventos fortes e foram nomeadas de uma lista sequencial, e seis tempestades se intensificaram para a força de um furacão - 119 km/h (74 mph).

## Sistemas

### Furacão Arlene
Após uma série de fracas depressões tropicais emergindo da costa oeste da África, o ITCZ tornou-se mais ativo no final de agosto. Uma onda tropical saiu da costa da África em 24 de agosto, e no dia seguinte, um vôo da Pan American observou uma circulação com pressões decrescentes. Com base na organização do sistema em imagens de satélite, o NHC avaliou que a Depressão Tropical Cinco se desenvolveu no final de 28 de agosto a cerca de 740 mi (1.190 km) a oeste de Cabo Verde. Guiado por uma forte crista a nordeste, o sistema nascente seguia para noroeste. Depois que dois navios relataram ventos fortes, o NHC começou a emitir avisos sobre a tempestade tropical Arlene às 08:00 UTC em 30 de agosto. Naquele dia, os Hurricane Hunters observaram ventos de 110 km/h (70 mph), embora a tempestade estivesse bem abaixo da intensidade do furacão naquela época; isso foi devido à interação de Arlene com a forte crista.
Arlene falhou em se intensificar muito por vários dias enquanto passava pelo vale do meio-atlântico superior, embora a velocidade do vento aumentasse gradualmente. Em 2 de setembro, Arlene virou para o norte devido a uma depressão que se aproximava do nordeste dos Estados Unidos. Naquela época, passou de cerca de 500 mi (800 km) a leste de Bermuda. A convecção da tempestade envolveu o centro e se organizou ainda mais conforme Arlene avançava para o norte. Voltando-se para o nordeste, a tempestade atingiu o status de furacão no início de 3 de setembro. Mais tarde naquele dia, os Hurricane Hunters registaram ventos máximos sustentados de 137 km/h (85 mph) e uma pressão barométrica mínima de 982 mbar (29.0 inHg), que seria a intensidade de pico de Arlene. No dia seguinte, o ciclone enfraqueceu para uma tempestade tropical devido ao forte cisalhamento do vento, e Arlene desacelerou seu movimento para frente devido a uma crista ao norte. Logo depois, a tempestade mudou para um ciclone extratropical, e foi absorvida pelo vale no final de 4 de setembro ao sudeste de Terra Nova e Labrador. 

### Furacão Chloe
Em 4 de setembro, uma onda tropical saiu da costa oeste da África, e por volta das 00:00 UTC no dia seguinte, o sistema organizou-se na Depressão Tropical Oito entre Cabo Verde e Senegal. Logo depois, a depressão moveu-se através de Cabo Verde e continuou para noroeste devido à passagem de um vale de latitude média. Em 8 de setembro, a depressão intensificou-se para a tempestade tropical Chloe, e rapidamente se intensificou depois disso. Os Hurricane Hunters observaram ventos de 86 mph (138 km/h) em 9 de setembro, indicando que Chloe atingiu o status de furacão enquanto a tempestade estava virando bruscamente para o oeste. A interação com o furacão Doria a oeste tornou Chloe mais em direção ao noroeste em 11 de setembro. Dois dias depois, Chloe atingiu ventos de pico de 180 km/h (110 mph) e uma pressão mínima de 958 mbar (28.3 inHg). 
Depois de manter ventos de pico por cerca de 36 horas, Chloe começou a enfraquecer enquanto ainda sobre as águas abertas do centro-leste do Oceano Atlântico. Os Westerlies viraram Chloe de leste a nordeste em 17 de setembro, e a tempestade foi observada pela última vez pelos Hurricane Hunters a sudeste de Newfoundland no dia seguinte. Em 21 de setembro, Chloe atingiu o litoral da França perto de Bordéus como um ciclone extratropical, embora não se saiba quando o ciclone perdeu as suas características tropicais. Ele rapidamente se dissipou no centro da França. Na costa norte de A Coruña, Espanha, as ondas fortes de Chloe afundaram o Fiete Schulze - um navio de carga alemão que tentava navegar para fora da tempestade. Da tripulação de 42, 14 afogaram-se e os outros foram resgatados e levados a um hospital da Alemanha Ocidental, gerando medo de sequestro por parte do governo da Alemanha Oriental.

### Furacão Beulah
Uma onda tropical saiu da costa da África em 28 de agosto. Movendo-se para o oeste, ele se organizou na Depressão Tropical Sete às 12:00 UTC em 5 de setembro, embora localizado a cerca de 170 mi (270 km) a nordeste de Barbados. Em 7 de setembro, a depressão intensificou-se na tempestade tropical Beulah, que cruzou para o mar do Caribe naquele dia. Após o fortalecimento contínuo, Beulah se tornou um furacão em 8 de setembro e dois dias depois atingiu um pico inicial de 240 km/h (150 mph) ventos ao sudoeste de Porto Rico. Um anticiclone sobre as Bahamas desviou o furacão para o oeste, pois a mudança das condições de nível superior de uma depressão que passava ao norte, bem como a interação da terra com Hispaniola, enfraqueceu Beulah bastante. O ciclone teve ventos de 137 km/h (85 mph) quando atingiu a península de Barahona, no sul da República Dominicana, em 11 de setembro A trilha mudou para sudoeste e enfraqueceu ainda mais para uma tempestade tropical.
Em 13 de setembro, Beulah começou uma trilha constante para o noroeste ao passar ao sul da Jamaica. No dia seguinte, voltou a se intensificar para um furacão devido às condições favoráveis, intensificando-se para um grande furacão em 15 de setembro. Beulah enfraqueceu ligeiramente antes de atingir a costa de Cozumel e mais tarde na costa leste da Península de Yucatán. Emergindo no Golfo do México com grande parte de sua intensidade anterior, o furacão se intensificou sobre as águas quentes, atingindo ventos de pico de 260 km/h (160 mph) no início de 20 de setembro, tornando-se uma categoria 5 na escala Saffir-Simpson. Ao mesmo tempo, Hurricane Hunters relatou uma pressão mínima de 923 mbar (27.3 inHg), a segunda menor leitura de aeronave na época, após o furacão Hattie em 1961. Beulah enfraqueceu ligeiramente antes de fazer seu desembarque final por volta das 12:00 UTC em 20 de setembro, ao sul da fronteira dos Estados Unidos / México. Ele enfraqueceu rapidamente por terra e parou perto de Alice, Texas, antes de virar para o sudoeste e se dissipar sobre Nuevo León em 22 de setembro.
Na Martinica, Beulah deixou 475 mm (18.7 in) de precipitação em Les Anses-d'Arlet. As chuvas de inundação danificaram estradas, pontes e casas na Martinica e na vizinha Santa Lúcia. Nas Pequenas Antilhas, Beulah arrecadou $ 7,65 milhões em danos e 17 mortes. A tempestade causou danos menores e uma morte no sul de Porto Rico. Após os severos impactos do furacão Inez um ano antes, cerca de 200.000 pessoas evacuaram a costa sul da República Dominicana. Lá, Beulah deixou grandes estragos em estradas, pontes e nas plantações de banana e café, mas as evacuações levaram a um baixo número de mortes de duas pessoas no país. Pequenos danos causados pela água ocorreram ao longo da Península Tiburon do sul do Haiti. Em Cozumel, os fortes ventos de Beulah destruíram 40% das casas e danificaram muitos hotéis, impactando severamente a indústria do turismo. Ao longo do norte da Península de Yucatán, os ventos destruíram uma torre do relógio em Tizimín, matando cinco pessoas. Beulah derrubou fortes chuvas no sul do Texas e nordeste do México, com pico de 695 mm (27.38 in) em Pettus, Texas. As chuvas causaram enchentes recordes no rio, com pico de 53.4 ft (16.3 m) ao longo do rio San Antonio em Goliad. No nordeste do México, Beulah matou 19 pessoas, sobraram 100.000 pessoas desabrigadas e causou danos de US $ 26,9 milhões. No Texas, os danos chegaram a $ 200 milhões, e havia 15 mortes, 5 das quais relacionadas a um surto de tornado.

### Furacão Doria
Uma frente fria decadente levou ao desenvolvimento da Depressão Tropical Nove em 8 de setembro na costa leste da Flórida. Ele derivou para o oeste-sudoeste antes de virar bruscamente para o nordeste em 9 de setembro. Naquele dia, intensificou-se para a tempestade tropical Doria, tornando-se um furacão em 10 de setembro enquanto 320 km (200 mi) leste da fronteira Flórida - Geórgia. Ele enfraqueceu brevemente para uma tempestade tropical em 11 de setembro, mas no dia seguinte já havia se fortalecido em um furacão. Doria atingiu o pico de ventos de 137 km/h (85 mph) em 13 de setembro, após o qual um cume sobre a Nova Inglaterra desviou a tempestade para o oeste. Em 16 de setembro, o furacão enfraqueceu para o status de tempestade tropical ao sul de Nova Jérsia. Mais tarde naquele dia, Doria atingiu a costa perto de Virginia Beach, Virgínia, e mais tarde virou para o sul, reemergindo no Oceano Atlântico a leste de Cape Lookout como uma depressão tropical. Ele cruzou seu antigo caminho antes de virar para o leste, dissipando-se em 21 de setembro a sudoeste das Bermudas. Doria deixou US $ 150.000 em danos costeiros menores e matou três pessoas ao virar um barco na costa de Ocean City, Nova Jérsei.

### Tempestade tropical Edith
Um distúrbio tropical moveu-se para o oeste da costa africana em 20 de setembro. Em 26 de setembro, imagens de satélite e observações de navios indicaram que uma depressão tropical de cerca de 830 mi (1.340 km) a leste de Barbados. Às 21:00 UTC, o NHC emitiu seu primeiro comunicado, nomeando o sistema Edith. Um navio próximo relatou ondas de 16 ft (4.9 m) em 27 de setembro, potencialmente indicando ventos mais fortes durante períodos sem observações meteorológicas, embora condições desfavoráveis tenham impedido o desenvolvimento inicial. Não era antes das 12:00 UTC que Edith atingiu ventos com força de tempestade tropical. Doze horas depois, a tempestade atingiu o pico de ventos de 97 km/h (60 mph), uma tendência que estimulou aviso de furacão de Dominica em direção ao norte através das Ilhas Sotavento. A tempestade falhou em se intensificar devido à sua proximidade com um vale frio de nível superior e liberando muito calor latente. Em 30 de setembro, Edith passou sobre Dominica como uma tempestade tropical enfraquecida e se dissipou no dia seguinte no Mar do Caribe oriental. Ele causou rajadas de vento e pequenos danos durante sua passagem pelas Pequenas Antilhas.

### Furacão Fern
Perto do final de setembro, uma poderosa frente fria atravessou o Golfo do México e parou na baía de Campeche. A convecção persistiu em toda a região à medida que a pressão da superfície diminuía. Imagens de satélite sugerem que a Depressão Tropical Quatorze se desenvolveu em 1 de outubro cerca de 140 mi (220 km) a noroeste de Ciudad del Carmen. À medida que o sistema se organizava mais, ele seguia para o norte, embora uma crista ao norte direcionasse o sistema nascente para o oeste. Em 2 de outubro, o navio britânico Plainsman observou ventos fortes, levando o NHC a atualizar a depressão para Tempestade Tropical Fern.  Um pequeno sistema, a tempestade se intensificou ainda mais para o status de furacão em 3 de outubro, atingindo ventos de pico de 137 km/h (85 mph) e uma pressão barométrica mínima de 987 mbar (29.1 inHg).  ressurgência e o ar frio deixado na esteira do furacão Beulah fizeram com que Fern enfraquecesse ligeiramente ao se aproximar da costa do Golfo do México. Por volta das 06:00 UTC em 4 de outubro, Fern atingiu a costa cerca de 30 mi (50 km) ao norte de Tampico, Tamaulipas, possivelmente tendo enfraquecido para uma tempestade tropical. Ele enfraqueceu rapidamente sobre a terra, dissipando-se por volta das 18:00 UTC.
A chegada de Fern foi acompanhada por uma área de fortes chuvas que se estendeu até as áreas montanhosas de Veracruz. As chuvas causaram inundações adicionais ao longo do rio Pánuco, que se tornou mais intenso durante o furacão Beulah, duas semanas antes. Três pessoas morreram afogadas na enchente. O dano foi menor relacionado a Fern. Ao longo da costa inferior do Texas, a ameaça de Fern gerou avisos de maré alta e pequenas embarcações do Serviço Meteorológico Nacional. Membros adicionais da Guarda Nacional do Texas, no lugar depois de Beulah, foram ativados devido à ameaça de Fern.

### Tempestade tropical Ginger
Uma área de convecção desenvolvida na costa oeste da África após a passagem para o oeste da Depressão Tropical Dezesseis. Em 5 de outubro, estima-se que a Depressão tropical Dezassete se desenvolveu a partir desse sistema, base na aparência convectiva em imagens de satélite. Três navios relataram 40 to 45 mph (64 to 72 km/h) ventos em 6 de outubro, que serviu de base para o NHC atualizá-lo para Tempestade Tropical Ginger, em conjunto com dados de Cabo Verde. Na época, a tempestade estava localizada a cerca de 400 mi (645 km) ao norte-noroeste de Dacar, Senegal, bem a leste de 35 ° W, onde o NHC começou a emitir avisos formais sobre ciclones tropicais. Em vez disso, a Rota, a Estação da Frota Naval da Espanha emitiu avisos de vendaval em relação à tempestade. Mais tarde em 6 de outubro, estimou-se que Ginger atingiu ventos de pico de 80 km/h (50 mph) e uma pressão barométrica mínima de 1,002 mbar (29.6 inHg). Em 7 de outubro, a tempestade curvou-se para oeste-sudoeste e rapidamente enfraqueceu em uma depressão tropical. Ginger se dissipou em 8 de outubro ao norte de Cabo Verde.

### Furacão Heidi
Uma área de convecção persistiu em 16 de outubro entre as Pequenas Antilhas e Cabo Verde. Ela se moveu para oeste-noroeste por vários dias, evoluindo para a Depressão Tropical Vinte e Dois em 19 de outubro cerca de 500 mi (800 km) a nordeste das Pequenas Antilhas. O SS Sunrana passou pela tempestade em 20 de outubro, relatando ventos de 58 mph (93 km/h). Na época, o sistema não foi nomeado devido à falta de um núcleo térmico quente, embora tenha sido posteriormente avaliado como uma tempestade tropical a partir das 18:00. UTC naquele dia. Em 21 de outubro, os Hurricane Hunters observaram uma circulação fraca com ventos de apenas 35 mph (56 km/h). Ao mesmo tempo, a tempestade foi localizada ao longo da borda de uma zona baroclínica, o que limitou o fortalecimento. Curvando para nordeste devido à aproximação de um vale, a tempestade se intensificou mais em 22 de outubro, como um navio relatou ventos de 70 mph (110 km/h). Naquele dia, dados dos Hurricane Hunters observaram um núcleo quente,  e o NHC classificou o sistema como Tempestade Tropical Heidi. A tempestade foi inicialmente mais uma tempestade híbrida com os ventos mais fortes perto do centro, gerando avisos de vendaval nas Bermudas. No entanto, os ventos atingiram apenas cerca de 15 mph (24 km/h) durante a passagem da tempestade.
O NHC inicialmente previu que Heidi se tornaria extratropical dentro de dois dias. No início de 23 de outubro, a agência atualizou a tempestade para o status de furacão cerca de 105 mi (175 mi) a sudeste das Bermudas. Heidi moveu-se rapidamente para o leste com a depressão que se aproximava até 25 de outubro, quando uma crista de construção fez com que o furacão se movesse lentamente para o nordeste em uma área de leve cisalhamento do vento. No início de 26 de outubro, Heidi atingiu o pico de ventos de 140 km/h (90 mph) a meio caminho entre as Bermudas e os Açores. No dia seguinte, o furacão havia se tornado muito maior, com características de uma tempestade extratropical, apesar de manter o núcleo térmico quente. Depois de estagnar em 29 de outubro, Heidi virou para o oeste e enfraqueceu para o status de tempestade tropical. Outra depressão que se aproximava trouxe a tempestade de volta para o nordeste em 31 de outubro. Mais tarde naquele dia, Heidi começou a perder características tropicais, fazendo a transição para um ciclone extratropical em 1 de novembro. Mais tarde naquele dia, os remanescentes de Heidi foram absorvidos pelas condições climáticas prevalecentes no Oceano Atlântico Norte.

### Outros sistemas
Em 10 de junho, a primeira depressão tropical da temporada se desenvolveu no oeste do Mar do Caribe. Moveu-se para noroeste, dissipando-se no leste da Península de Yucatán em 12 de junho. Ao mesmo tempo que o sistema anterior se desenvolveu, a Depressão Tropical Dois originou-se ao norte das Pequenas Antilhas. Este sistema moveu-se para o norte e passou logo a leste das Bermudas em 11 de junho. Depois de se voltar para o nordeste, a depressão se dissipou em 13 de junho. Em 18 de junho, a Depressão Tropical Quatro também se desenvolveu ao norte das Pequenas Antilhas, seguindo uma trajetória semelhante para o norte-noroeste e se dissipando em 20 de junho a leste das Bermudas. 
Imagens de satélite e dados de navios indicaram que a Depressão Tropical Três se formou em 14 de junho ao nordeste do nordeste das Bahamas, associado a uma baixa de nível superior. Com uma crista a nordeste, a depressão moveu-se para noroeste em direção ao sudeste dos Estados Unidos. As condições não eram favoráveis para o fortalecimento, com ar frio e vazão mínima, embora os ventos se aproximassem da força do vendaval.  Uma frente fria que se aproximava virou o sistema para o nordeste em 18 de junho.  Naquele dia, a depressão atingiu a costa apenas a sudoeste de Wilmington, Carolina do Norte, e logo perdeu características tropicais. Os remanescentes continuaram para o nordeste, fazendo a transição para uma tempestade extratropical que passou a leste de Massachusetts em 19 de junho. No dia seguinte, o sistema foi absorvido pela frente e continuou para o nordeste na Nova Escócia em 22 de junho O sistema diminuiu forte precipitação local, com pico de 225 mm (8.86 in) em North Wilkesboro, Carolina do Norte.  Na Carolina do Sul, as chuvas causaram inundações perto de Myrtle Beach, concomitantes com 2.5 ft (0.76 m) marés acima do normal, que causaram US $ 15.000 em danos, principalmente nas lavouras. Mais ao norte, as chuvas foram benéficas,  com totais de até 170 mm (6.71 in) em Saco, Maine.
Houve duas depressões de curta duração em julho que surgiram na costa da África, e ambas não foram numeradas. A primeira foi observada em 5 de julho perto da costa da Guiné-Bissau ; movendo-se para o oeste, foi notado pela última vez em 9 de julho A outra depressão emergiu do Senegal em 21 de julho e dissipou-se a sul de Cabo Verde no dia seguinte. Outra série de incontáveis depressões tropicais saiu da costa da África em agosto. Em 3 de agosto, uma depressão tropical formou-se ao largo da costa da Mauritânia e moveu-se para sudoeste através de Cabo Verde no dia seguinte. Foi anotado pela última vez em 6 de agosto Uma depressão foi observada pela primeira vez no leste do Senegal em 10 de agosto, saindo da costa africana no dia seguinte. Continuou na trajectória para oeste, passando a sul de Cabo Verde, e dissipou-se em 16 de agosto No mesmo dia, outra depressão emergiu da Mauritânia e passou pelo norte de Cabo Verde, dissipando-se em 19 de agosto A final da série de quatro depressões foi observada pela primeira vez em 20 de agosto perto da fronteira com a Mauritânia / Saara Ocidental. O sistema moveu-se para sudoeste através de Cabo Verde, dissipando-se em 24 de agosto. A Depressão Tropical Seis saiu da costa oeste da África em 30 de agosto, e logo depois mudou-se para Cabo Verde. Foi anotado pela última vez em 4 de setembro.
Uma série de ondas tropicais do final de agosto ao início de setembro se tornaram os furacões Arlene, Beulah e Chloe, e a onda entre os dois últimos emergiu da África em 30 de agosto como Depressão Tropical Seis. Cruzou Cabo Verde em 1 de setembro, dissipando-se três dias depois no oceano Atlântico oriental. A Depressão Tropical Ten teve uma trajetória semelhante, saindo do Senegal em 18 de setembro e progredindo para oeste perto de Cabo Verde. Durou mais do que outras depressões da temporada, dissipando-se em 26 de setembro a leste das Pequenas Antilhas. A Depressão Tropical Treze saiu da África Ocidental perto da Guiné em 22 de setembro, que se moveu para o oeste até 27 de setembro. Ele virou para noroeste naquele dia e se dissipou em 30 de setembro. A Depressão Tropical Onze formou-se em 25 de setembro e cruzou Cabo Verde dois dias depois, dissipando-se em 28 de setembro.
Em 3 de outubro, a Depressão Tropical Dezesseis saiu da costa oeste da África perto da Gâmbia, dissipando-se dois dias depois após passar ao sul de Cabo Verde. A Depressão Tropical Quinze existiu brevemente em 4 de outubro ao sudeste das Bermudas. Depressão tropical de curta duração de dezoito formada perto das Bahamas em 8 de outubro, dissipando-se no dia seguinte depois de se mudar para o nordeste. A Depressão Tropical Dezanove gerou em 12 de outubro ao norte de Hispaniola e mudou-se para noroeste através das Ilhas Turks e Caicos. Depois de virar para o nordeste, se dissipou em 14 de outubro. No dia seguinte, a Depressão Tropical Vinte e Um originou-se entre as Pequenas Antilhas e Cabo Verde, que se deslocou para oeste e se dissipou em 17 de outubro. Depressão tropical 20 brevemente existiu em 16 de outubro, que se moveu do noroeste para o sudoeste das Bermudas. O sistema final da temporada foi a Depressão Tropical Vinte e Três, que se formou a nordeste das Bahamas em 26 de outubro. Ele seguiu para o leste antes de retornar ao noroeste, dissipando-se em 29 de outubro cerca de 130 mi (215 km) a sudoeste das Bermudas.

## Nomes de tempestade
Os nomes a seguir foram usados para tempestades nomeadas (tempestades tropicais e furacões) que se formaram no Atlântico Norte em 1967. As tempestades foram chamadas de Chloe, Doria, Fern, Ginger e Heidi pela primeira vez em 1967. No final da temporada, o nome Beulah foi aposentado e substituído por Beth em 1971. Os nomes que não foram atribuídos são marcados em cinzento.
| - Arlene - Beulah - Chloe - Doria - Edith - Fern - Ginger | - Heidi - Irene (sem usar) - Janice (sem usar) - Kristy (sem usar) - Laura (sem usar) - Margo (sem usar) - Nona (sem usar) | - Orchid (sem usar) - Portia (sem usar) - Rachel (sem usar) - Sandra (sem usar) - Terese (sem usar) - Verna (sem usar) - Wallis (sem usar) |

## Efeitos sazonais
A tabela a seguir lista todas as tempestades que se formaram na temporada de furacões no oceano Atlântico de 1967. Inclui sua duração, nomes, ocorrência (s) (entre parênteses), danos e totais de mortes. As mortes entre parênteses são adicionais e indiretas (um exemplo de morte indireta seria um acidente de trânsito), mas ainda estavam relacionadas a essa tempestade. Danos e mortes incluem totais enquanto a tempestade era extratropical, uma onda ou uma baixa, e todos os números de danos são em 1967 USD.

| Escala de Furacões de Saffir-Simpson |    |    |   |   |   |   |   |
| DT                                   | TS | TT | 1 | 2 | 3 | 4 | 5 |

| Sem número            | 10 de junho – 12           | Depressão tropical  | Desconhecido | Desconhecido | Península de Iucatã                                                      | Desconhecido   | Nenhum |  |
| Dois                  | 10 de junho – 13           | Depressão tropical  | Desconhecido | Desconhecido | Bermuda                                                                  | Nenhum         | Nenhum |  |
| Três                  | 14 de junho – 19           | Depressão tropical  | Desconhecido | Desconhecido | Bahamas, Costa Leste dos Estados Unidos, Províncias atlânticas do Canadá | $15,000        | Nenhum |  |
| Quatro                | 18 de junho – 20           | Depressão tropical  | Desconhecido | Desconhecido | Nenhum                                                                   | Nenhum         | Nenhum |  |
| Sem número            | 5 de julho – 9             | Depressão tropical  | Desconhecido | Desconhecido | Cabo Verde                                                               | Nenhum         | Nenhum |  |
| Sem número            | 21 de julho – 22           | Depressão tropical  | Desconhecido | Desconhecido | Cabo Verde                                                               | Nenhum         | Nenhum |  |
| Sem número            | 3 de agosto – 6            | Depressão tropical  | Desconhecido | Desconhecido | Cabo Verde                                                               | Nenhum         | Nenhum |  |
| Sem número            | 10 de agosto – 16          | Depressão tropical  | Desconhecido | Desconhecido | Cabo Verde                                                               | Nenhum         | Nenhum |  |
| Sem número            | 16 de agosto – 19          | Depressão tropical  | Desconhecido | Desconhecido | Cabo Verde                                                               | Nenhum         | Nenhum |  |
| Sem número            | 20 de agosto – 24          | Depressão tropical  | Desconhecido | Desconhecido | Cabo Verde                                                               | Nenhum         | Nenhum |  |
| Arlene                | 28 de agosto – setembro 4  | Furacão categoria 1 | 140 (85)     | 982          | Terra Nova e Labrador                                                    | Nenhum         | Nenhum |  |
| Chloe                 | 5 de setembro – 21         | Furacão categoria 2 | 175 (110)    | 958          | Cabo Verde, Espanha, França                                              | Desconhecido   | 14     |  |
| Beulah                | 5 de setembro – 22         | Furacão categoria 5 | 260 (160)    | 923          | Grandes Antilhas, Península de Iucatã, Noroeste do México, Sul do Texas  | $234.6 milhões | 59     |  |
| Doria                 | 8 de setembro – 21         | Furacão categoria 1 | 140 (85)     | 973          | Costa Leste dos Estados Unidos                                           | $150,000       | 3      |  |
| Dez                   | 18 de setembro – 26        | Depressão tropical  | Desconhecido | Desconhecido | Cabo Verde                                                               | Nenhum         | Nenhum |  |
| Treze                 | 22 de setembro – 30        | Depressão tropical  | Desconhecido | Desconhecido | Cabo Verde                                                               | Nenhum         | Nenhum |  |
| Onze                  | 25 de setembro – 28        | Depressão tropical  | Desconhecido | Desconhecido | Cabo Verde                                                               | Nenhum         | Nenhum |  |
| Edith                 | 26 de setembro – outubro 1 | Tempestade tropical | 95 (60)      | 1000         | Pequenas Antilhas                                                        | Menor          | Nenhum |  |
| Fern                  | 1 de outubro – 4           | Furacão categoria 1 | 140 (85)     | 987          | México, Texas                                                            | Menor          | 3      |  |
| Dezasseis             | 3 de outubro – 5           | Depressão tropical  | Desconhecido | Desconhecido | Cabo Verde                                                               | Nenhum         | Nenhum |  |
| Ginger                | 5 de outubro – 8           | Tempestade tropical | 85 (50)      | 1002         | Senegal, Cabo Verde                                                      | Nenhum         | Nenhum |  |
| Dezoito               | 8 de outubro – 9           | Depressão tropical  | Desconhecido | Desconhecido | Bahamas                                                                  | Nenhum         | Nenhum |  |
| Dezanove              | 12 de outubro – 14         | Depressão tropical  | Desconhecido | Desconhecido | Hispaniola, Ilha de Turks e Caicos, Bahamas                              | Nenhum         | Nenhum |  |
| Vinte e Um            | 15 de outubro – 17         | Depressão tropical  | Desconhecido | Desconhecido | Nenhum                                                                   | Nenhum         | Nenhum |  |
| Heidi                 | 19 de outubro – 31         | Furacão categoria 1 | 150 (90)     | 981          | Bermuda                                                                  | Menor          | Nenhum |  |
| Vinte e Três          | 26 de outubro – 29         | Depressão tropical  | Desconhecido | Desconhecido | Bermuda                                                                  | Nenhum         | Nenhum |  |
| Agregado da temporada |                            |                     |              |              |                                                                          |                |        |  |
| 26 sistemas           | 10 de junho – outubro 31   |                     | 260 (160)    | 923          |                                                                          | $235 milhões   | 79     |  |